# 內寮 (雲林縣)
內寮，原寫為內藔，是台灣雲林縣元長鄉的一個傳統地域名稱，位於該鄉南部。相較於今日行政區，其範圍大致包括內寮村不含西北端凸出部分及好收寮北側一小塊地、崙子村不含南部邊界地帶、新吉村不含東北部及西北端、鹿南村西南端不含西南角一小塊地、瓦磘村新生國小南側與鹿南村相連一小塊地。

## 歷史
台灣清治末期至日治初期，內寮地區為一（舊制）街庄，稱為「內藔庄」，隸屬於白沙墩堡。該庄北與客仔厝庄、鹿藔庄為鄰，東隔虎尾溪與舊庄為界，東南邊及南邊隔虎尾溪下游北港溪與柴林腳庄、崙仔庄為界，西邊為後溝仔庄、下藔庄。
1901年（日治明治三十四年）11月，全台廢縣廳改設二十廳，該庄隸屬於斗六廳。1903年（明治三十六年）6月，該庄編入「元長區」，隸屬於斗六廳。1909年（明治四十二年）10月，合併二十廳為十二廳，元長區改隸屬於嘉義廳。1920年（大正九年），全台地方制度大改正，廢十二廳改設五州二廳，該庄改制並雅化為「內寮」大字，隸屬於臺南州北港郡（舊制）元長庄。
戰後元長庄改制為元長鄉，隸屬於臺南縣，大字亦改制為村。1950年10月，雲、嘉、南分治，元長鄉改隸屬雲林縣。

## 聚落
本地區發展較早的聚落為內藔、崙仔藔、新庄仔等，在日治期初期的官方地圖上已有記載。此外，本地區尚有好收寮、姚厝、安北等聚落。

## 交通
縣道145甲線是土庫至新港的道路，大致以北北東—南南西走向轉北向南蜿蜒穿越本地區，並經過新吉庄（新吉）聚落西側、北安聚落。由道路向北北東可前往土庫鎮並止於土庫圓環，也就是鄉道雲100線終點路口暨鄉道雲173線起點路口；向南可前往新港鄉北部並止於縣道157號路口。該道路自本地區北鄰鹿寮地區的瓦磘聚落鄉道雲170線終點路口起，至本地區安北聚落北郊的鄉道168線終點路口止的路段，路幅較窄。
鄉道雲168線是口莊至崙仔的道路，其東側端點位於本地區安北聚落北郊的縣道145甲線轉角路口。由此向北北西直行，至內寮聚落轉西微南，出境後可前往下寮地區東北部的東庄聚落、下寮與頂寮交界地帶的烏雞寮聚落與埔墘聚落、龍岩厝、溝皂地區南部、好收地區的口庄（口莊）聚落並止於縣道155號路口。
鄉道雲172線是元長至新吉的道路，其東側端點（終點）位於新吉庄（新吉）聚落西郊的縣道145甲線路口。由此西蜿蜒而行，經好收寮聚落後至丁字路口轉北微東，出境後可前往客子厝地區的四股寮聚落及客子厝主聚落、頂寮地區的中坑子聚落、元長市區南側並止於省道台19線路口。

## 學校
- 仁德國小